# Гринфилд (Илиноис)
Гринфилд (енгл. Greenfield) град је у америчкој савезној држави Илиноис. По попису становништва из 2010. у њему је живело 1.071 становника.

## Демографија
Према попису становништва из 2010. у граду је живело 1.071 становника, што је 108 (9,2%) становника мање него 2000. године.
| Група             | 2000.         | 2010.         |
| Белци             | 1.165 (98,8%) | 1.053 (98,3%) |
| Афроамериканци    | 1 (0,1%)      | 0 (0,0%)      |
| Азијати           | 0 (0,0%)      | 0 (0,0%)      |
| Хиспаноамериканци | 5 (0,4%)      | 10 (0,9%)     |
| Укупно            | 1.179         | 1.071         |